# Priolepis profunda
Priolepis profunda är en fiskart som först beskrevs av Weber, 1909.  Priolepis profunda ingår i släktet Priolepis och familjen smörbultsfiskar. Inga underarter finns listade i Catalogue of Life.